# Wie buchstabiert man Liebe?
Wie buchstabiert man Liebe? ist ein deutscher Fernsehfilm von Christine Hartmann aus dem Jahr 2001, der im Auftrag für Das Erste produziert wurde.

## Handlung
Anna Jurak lebt von ihrem Mann getrennt und will mit ihren Kindern ein neues Leben beginnen. Sie fängt in einem Bistro an zu arbeiten, in dem der Star-Schriftsteller Tom Dellwig Stammgast ist. Als Dellwig einen Arbeitsunfall verursacht, verletzt sich Anna am Knie. Der Autor entschuldigt sich und kümmert sich während Annas Genesung um ihre Kinder. Dellwig verliebt sich schließlich in Anna, doch diese beendet die Beziehung schnell, weil es ihr peinlich ist, ausgerechnet einem Schriftsteller gestehen zu müssen, Analphabetin zu sein und weder lesen noch schreiben zu können.
Anna Juraks Noch-Ehemann versucht seine Ehefrau auszutricksen: Er legt ihr unter falschen Angaben eine Kontovollmacht unter, der ihm Zugang zu ihrem Konto ermöglicht. Aufgrund dieses Betrugs gewinnt Anna Jurak ein Gerichtsverfahren. Vor dem Richter gesteht sie, Analphabetin zu sein, jedoch hat sie einen Kurs an der Volkshochschule begonnen. Nach der Verhandlung gesteht Tom Dellwig seine Liebe zu Anna und eine Scheidung von ihrem Ehemann ist in Aussicht.

## Hintergrund
Wie buchstabiert man Liebe? wurde vom 8. Juni 2001 bis zum 10. Juli 2001 in Wiesbaden, Frankfurt am Main und Umgebung gedreht. Für den Film zeichnete Taunus Film verantwortlich.

## Kritik
Für die Kritiker der Fernsehzeitschrift TV Spielfilm war Wie buchstabiert man Liebe? „nicht blöd“. Sie gaben dem Film eine positive Wertung, indem sie mit dem Daumen nach oben zeigten. Bei imdb erhielt der Film bei 39 Bewertungen 6,3 von 10 möglichen Punkten.